# Pedro Luis Raota
 (avril 2016).

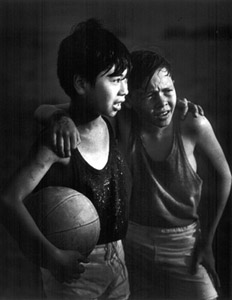
Al final de la lucha, photographie par Pedro Luis Raota, de 1976.

Pedro Luis Raota, né le 26 avril 1934 dans la province du Chaco et mort le 4 mars 1986 à Buenos Aires, est un photographe argentin.

## Biographie
Raota est issu d’une famille d'agriculteurs. Ses parents s'attendaient à ce qu'il poursuive son cursus professionnel dans les travaux de la terre mais il préfère partir pour Santa Fe où il découvre la photographie. C'est là qu'il décide de vendre son vélo pour acheter une appareil photo, ses revenus sont maigres mais il s'accroche et décide de se perfectionner.
Dans les années 1960, il enchaine les prix et trophées au niveau international (Madrid, Cannes, Buenos Aires, Monza (Italie), Mondovi (Italie), Johannesburg, Londres, Turin et Reims[réf. nécessaire]. En 1969, il reçoit alors la plus haute distinction de sa carrière, le Prix du Meilleur photojournaliste mondial, décerné à La Haye (Pays-Bas) et il continue sa fulgurante ascension au cours des années 1970 et 1980[réf. nécessaire].
En 1981, il crée l'Institut supérieur d'art photographique à Buenos Aires qui fonctionnera jusqu'à sa mort en 1986[réf. nécessaire].

## Prix et trophées
- En 1969, premiers prix en Australie, en Autriche, en Angleterre, en France, en Italie et en Espagne.
- En 1970, prix Golden Seagull au Concours mondial de la photographie à Lisbonne.
- En 1971, 1972 et 1973 ; premier prix au Salon international de la photographie de Hong Kong.
- En 1972, Trophée Georges Pompidou à Paris.
- En 1974, premier prix à l'Exposition internationale de Bangkok.
- En 1975, premier prix dans les salles de Southampton et à Wilmington
- En 1976, premiers prix à Maitland (Australie), Rochester (Etats-Unis), Paris, San Francisco et le Premier Prix du Kleuren, Festival Morstel (Belgique).
- En 1977, premier prix à l'Exposition internationale de photographie journalistique de Washington DC.